# روبيرت زوينكيلس
روبيرت زوينكيلس (بالهولندية: Robert Zwinkels)‏ (4 مايو 1983 في هولندا - ) هو لاعب كرة قدم هولندي في مركز حراسة المرمى. لعب مع أدو دين هاغ وأياكس أمستردام.

## وصلات خارجية
- روبيرت زوينكيلس على موقع قاعدة بيانات كرة القدم.إي يو (الإنجليزية)
- روبيرت زوينكيلس على موقع Soccerway.com (الإنجليزية)
- روبيرت زوينكيلس على موقع عالم كرة القدم.نت (الإنجليزية)